# Wierzbica (województwo warmińsko-mazurskie)
Wierzbica (niem. Vierzighufen) – osada w Polsce położona w województwie warmińsko-mazurskim, w powiecie ostródzkim, w gminie Dąbrówno. W latach 1975–1998 miejscowość administracyjnie należała do województwa olsztyńskiego.

## Historia
W czasach krzyżackich wieś pojawia się w dokumentach w roku 1387, podlegała pod komturię w Dąbrównie, były to dobra rycerskie o powierzchni 40 włók.
W 1974 r. PGR Wierzbica należał do sołectwa Elgnowo, gmina Dąbrówko, razem z miejscowościami: wieś Elgnowo, kolonia Klonówko.